# وقف إبشير باشا
وقف إبشير مصطفى باشا هو مجمع وقف كبير يعود تاريخه إلى القرن السابع عشر، بناه الصدر الأعظم إبشير مصطفى باشا في 1652 والذي كان حاكم حلب آنذاك. يوصف الوقف بأنه من أكبر المجمعات البناء المشيدة في حلب خلال العصر العثماني وأكثرها إثارة للاهتمام.

## نبذة تاريخية

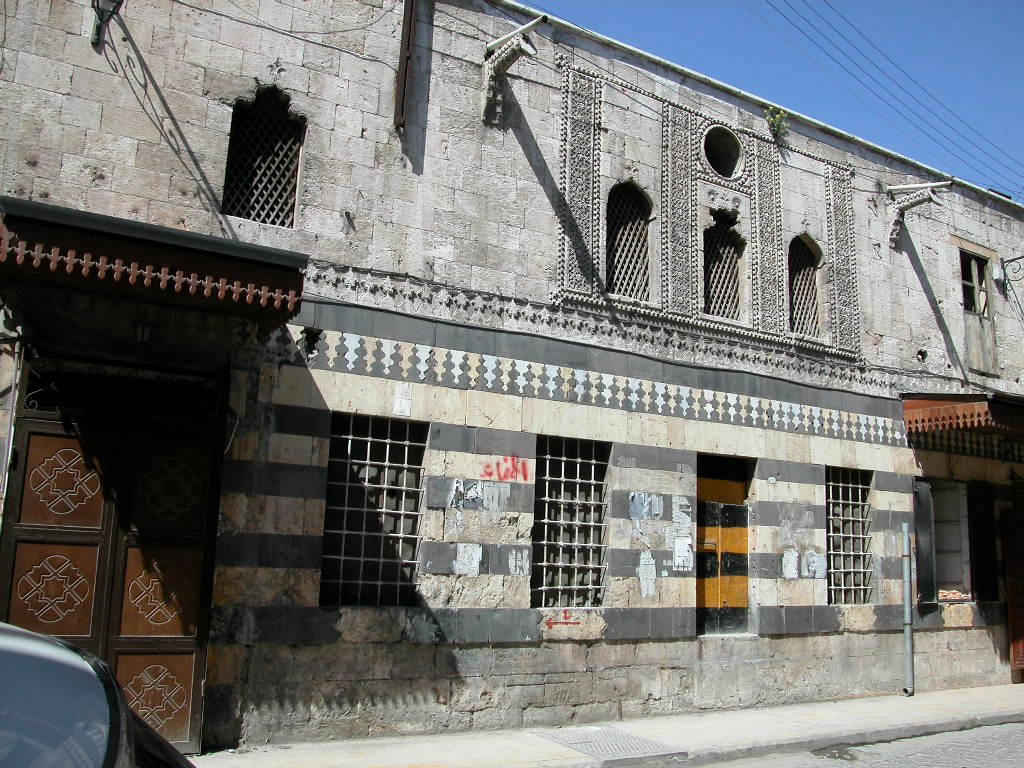
قسم من واجهة وقف مجمع إبشير مصطفى باشا

يعد مجمع وقف إبشير مصطفى باشا واحداً من عدد من المباني التاريخية البارزة التي بُنيت في حلب خلال القرن السابع عشر. كان المجمع يضم خاناً وثلاث قيصريات وأنوال نسيج وورشة صباغة وسوقاً وأفران خبز وسبيلاً ومقهى يُعرف بزخارفه الجميلة. كانت القيصريات في هذه المنطقة من حلب متخصصة في صناعة النسيج وقد ظلت نشطة حتى أواخر القرن العشرين.
يقع حمام وقف بيرم باشا في مبنى مجاور. لقد وفرا بذلك مساحة «عامة» مشتركة وفرصة تجارية للسكان المسيحيين والمسلمين المحليين مما جعل حي الجديدة المركز الاقتصادي الثاني في حلب. يقع متحفا بيت غزالة وبيت أجقباش في حلب بجوار مجمع الوقف.
كانت قاعة القهوة في مجمع وقف إبشير مصطفى باشا من أكبر المساحات غير التجارية المستخدمة في حلب العثمانية.

## التطورات الأخيرة
تعرض المجمع لأضرار من قتال الشوارع والقصف المتقطع طوال الحرب الأهلية السورية. أدت سلسلة من الانفجارات تحت الأرض على وجه الخصوص في أبريل 2015 إلى تدمير المبنى والمنطقة المحيطة به. دُمرت الواجهة المزخرفة لقاعة المقهى، وكذلك الصف الأول من الأقبية، خلال الحرب.
أُدرج مجمع الوقف كواحد من أهم 25 موقع ترميم مقترح لمدينة حلب القديمة.

## معرض الصور

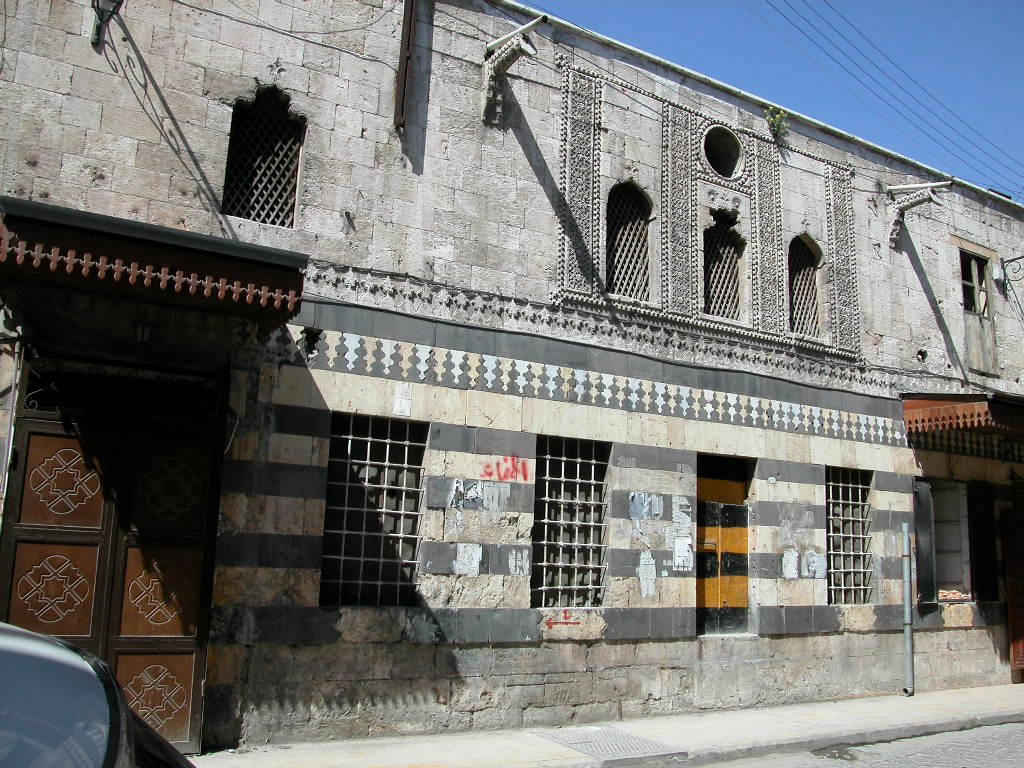
واجهة مقهى الوقف
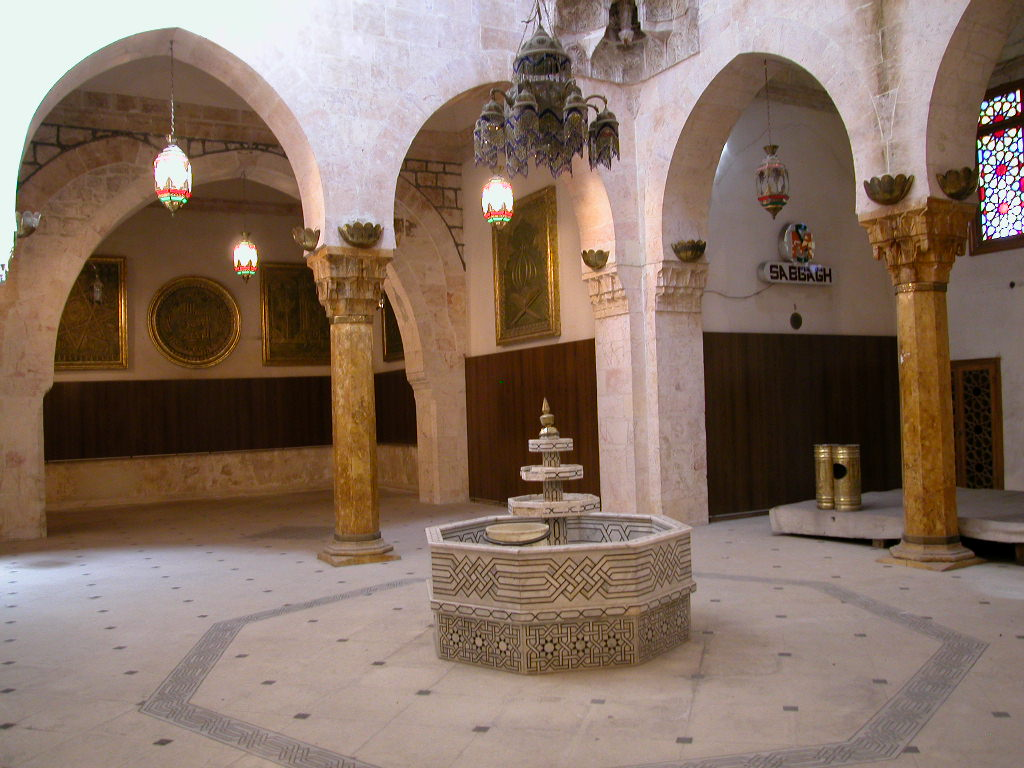
مدخل مقهى الوقف
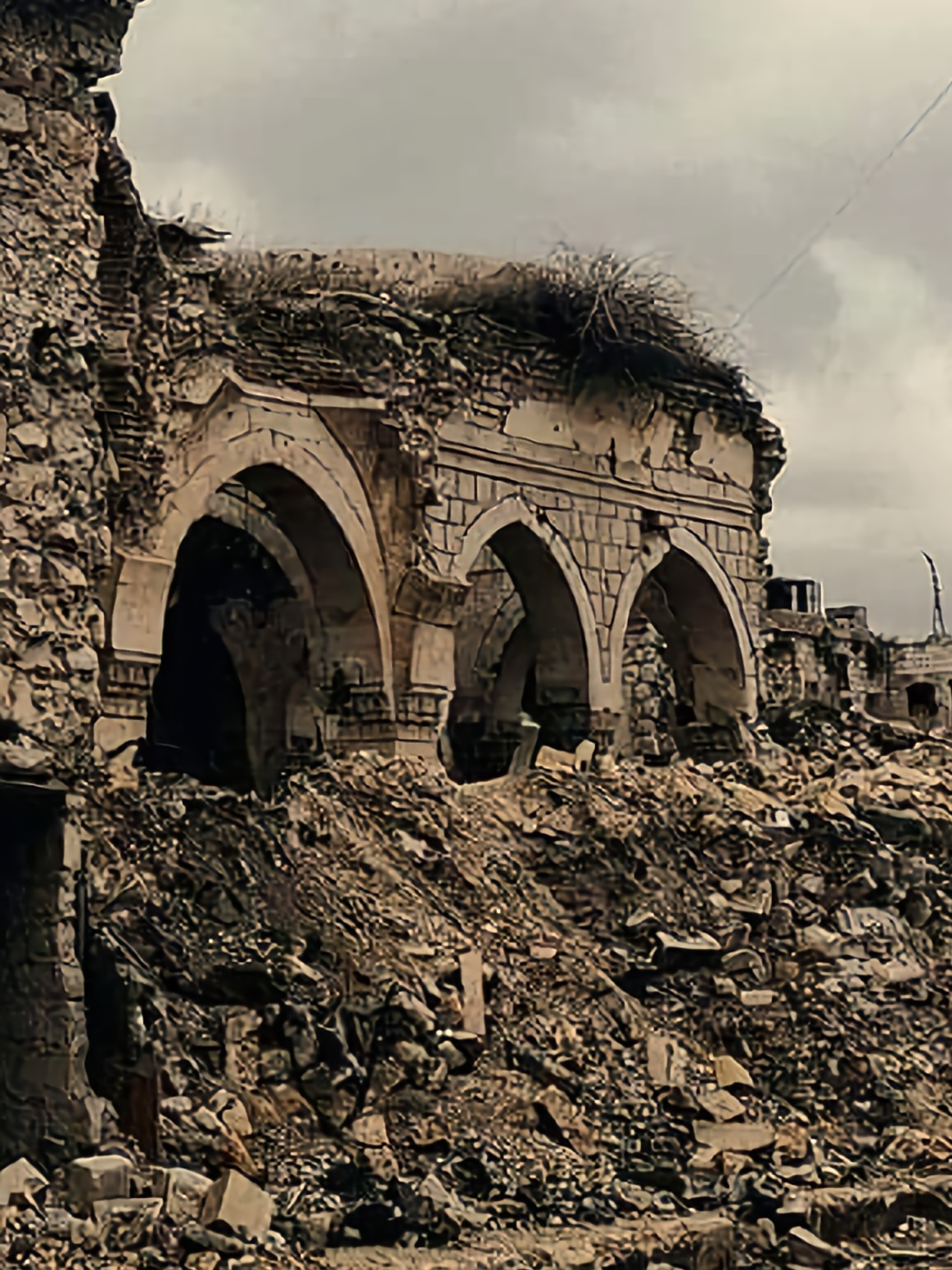
الدمار الذي طال مدخل المقهى خلال الحرب
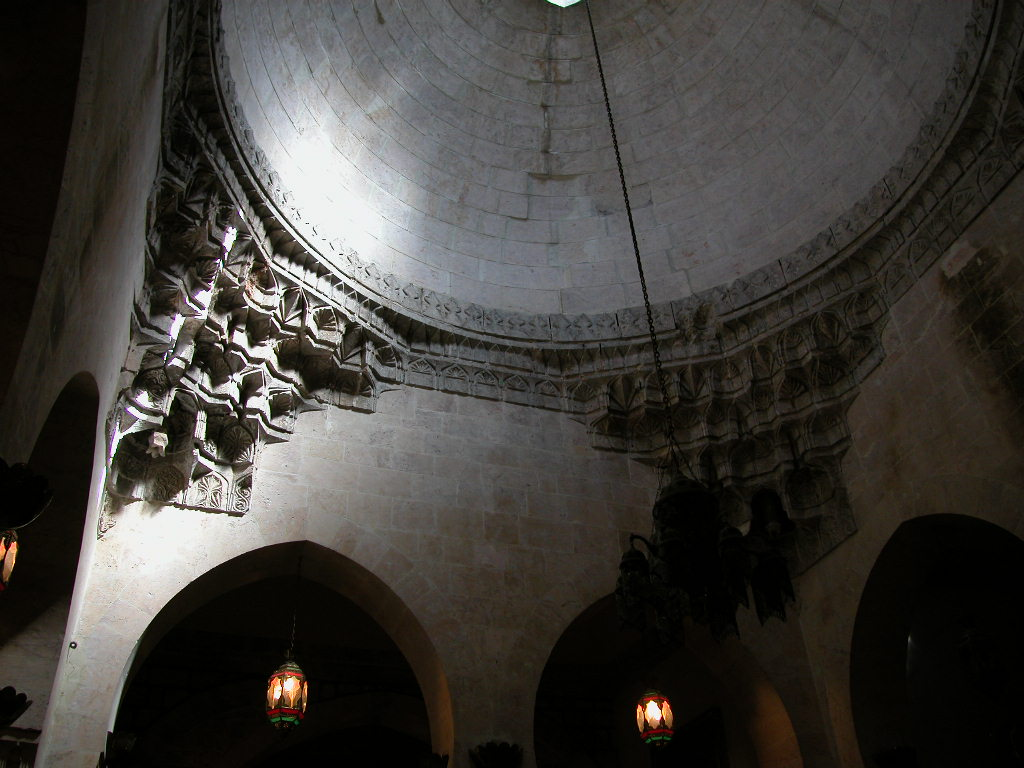
قبة مقهى الوقف
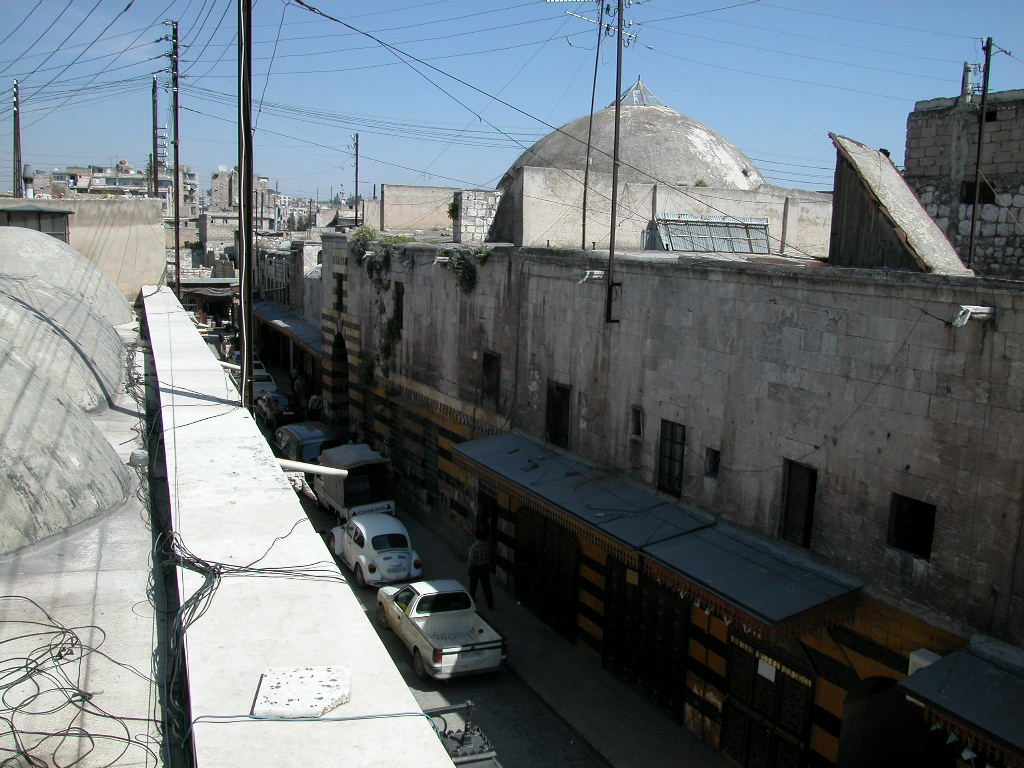
إطلالة علوية من على سطح حمام الوقف
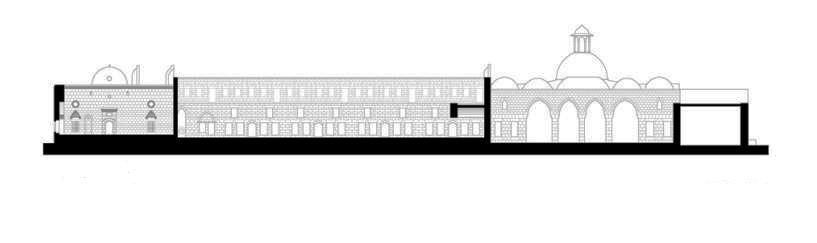
رسم مخطط لمجمع وقف إبشير باشا بحلب
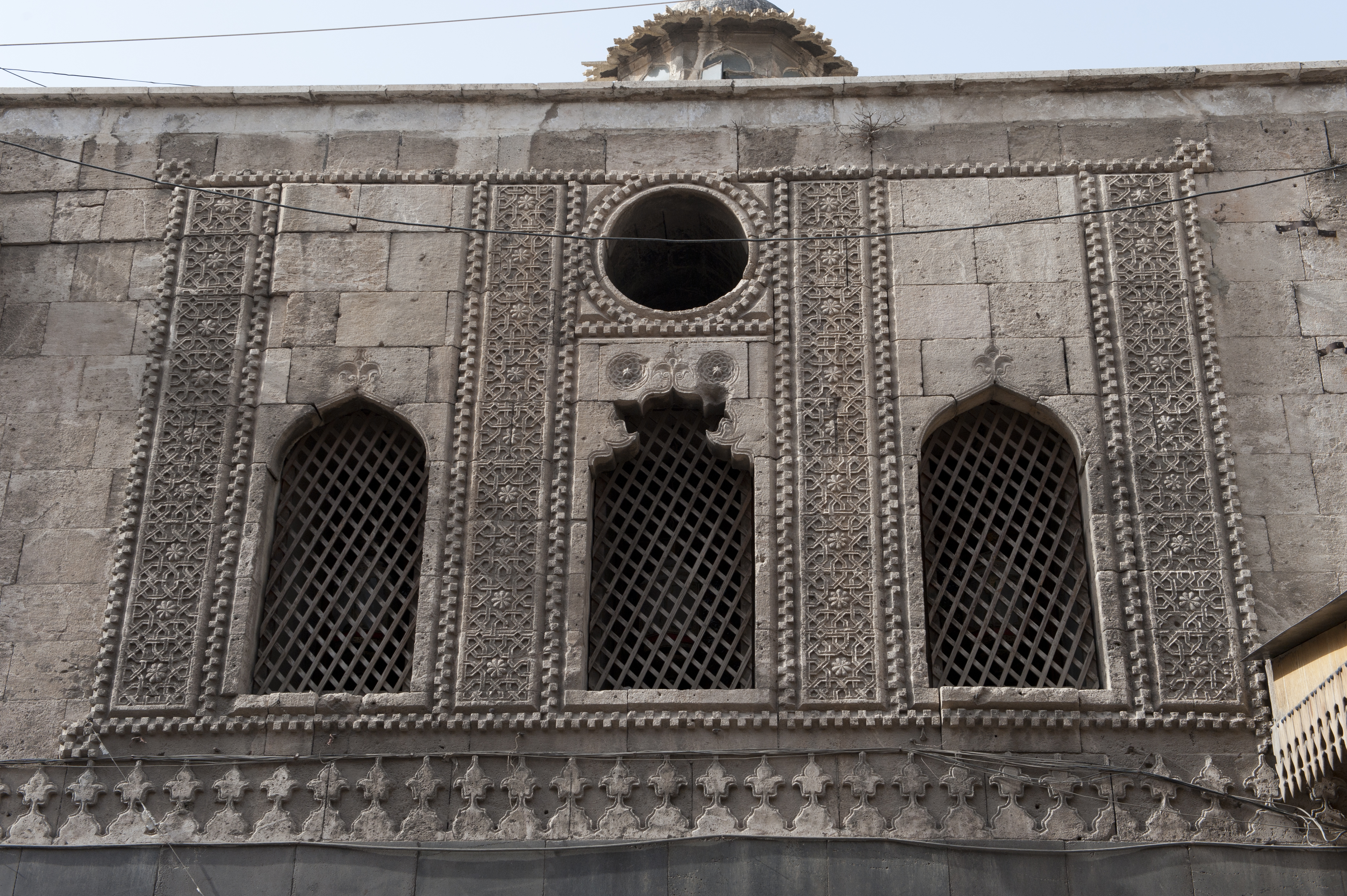
واجهة مجمع وقف إبشير باشا في حي الجديدة بحلب

## للاستزادة
- David, Jean-Claude. Le waqf d’Ipšīr Pāšā à Alep (1063/1653): Étude d’urbanisme historique. Avec la collaboration de Bruno Chauffert-Yvart. Damascus: Presses de l'Ifpo, 1982. (in French)
- L.I.S.A.teamwork Gerda Henkel Stiftung (2017) The Waqf of Ibshir Mustafa Pasha | وقف ابشير باشا (in English)
- Watenpaugh, Heghnar Zeitlian.(2004) The Image of an Ottoman City: Imperial Architecture and Urban Experience in Aleppo in the 16th and 17th Centuries. Leiden: Brill
- Die Organisation des religiösen Raums in Aleppo. Die Rolle der islamischen religiösen Stiftungen (auqāf) in der Gesellschaft einer Provinzhauptstadt des Osmanischen Reiches an der Wende zum 19. Jahrhundert. Beirut: Orient-Institut Beirut, 2009. (in German)
- Jean-Claude David, Thierry Boissière. (2014) La destruction du patrimoine culturel à Alep : banalité d’unfait de guerre?. Confluences [en] Méditerranée, l’Harmattan 2014/2 N.89 pp.163-171 (in French)
- Stefan Knost (2015) The Christian Communities in Ottoman Aleppo and the Role of Religious Endowments (Waqf), in: Hidemitsu Kuroki (ed.), Human Mobility and Multi-ethnic Coexistence in Middle Eastern Societies 1, pp. 41-57.

## وصلات خارجية
- وقف إبشير باشا في حلب